# Yvonne Loisel
Yvonne Loisel, schrijversnaam van Marie Madeleine Céline Julie Emma Loisel, (Châlons-sur-Marne nu Châlons-en-Champagne, 16 juni 1877 - Joncourt, 30 september 1960) was een succesrijk Frans schrijfster van sentimentele romans.
Loisel werd geboren als kind van Jules en Marie Céline Zélie Emma Pierrot. Ze werkte als lerares en ondanks haar academische vorming werd ze in haar tijd een van de bekendste Franse schrijvers van eenvoudige romans die ook voor een breed lezerspubliek toegankelijk waren. 
In 1910 en 1911 verschenen van haar hand twee artikelen over literaire theorie in het Journal de l'Université des Annales. Ze schreef ook artikelen over het onderwijs en de pedagogiek, zoals Le mensonge chez l'enfant (in La pédagogie expérimentale au jardin d'enfants, 1924).
Ze won ook verschillende literaire prijzen, waaronder in 1921 de Prix des Gens de Lettres de Province.

## Publicaties (gedeeltelijk)
- La lueur de la fenêtre, 1914
- Le solitaire des Marlettes, 1920
- Pour un fils, 1925
- Katzim et Fatima, 1927
- L'Étoile noëliste
- Les veillées de chaumières
- La promesse, 1929
- Les bien-aimés, 1932
- Perlette, Collection Stella n° 262, 1933
- Brisquette et son inconnu, 1934
- La revanche du pigeon, 1936
- Lisette et Claudine, Bibliothèque de Suzette, 1941

## Bron
- https://web.archive.org/web/20100408000534/http://www.bibliothequedesuzette.com/index.htm

- Bibliothèque nationale de France: cb10966915x (data)
- Système universitaire de documentation: 144323524
- Virtual International Authority File: 210311238